# Simlinge landskommun
Simlinge landskommun var en tidigare kommun i dåvarande Malmöhus län.

## Administrativ historik
Kommunen bildades i Simlinge socken i Vemmenhögs härad i Skåne när 1862 års kommunalförordningar trädde i kraft. 
Vid kommunreformen 1952 uppgick kommunen i Klagstorps landskommun, och överfördes 1955 därifrån till Gislövs landskommunsom uppgick 1967 i Trelleborgs stad som 1971 ombildades till Trelleborgs kommun.